# کلرید یوروپیم (III)
کلرید یوروپیم(III) (به انگلیسی: Europium(III) chloride) با فرمول شیمیایی EuCl۳ یک ترکیب شیمیایی است. که جرم مولی آن ۲۵۸٫۳۲۳ g/mol می‌باشد. 